# Volcán Gordo
Volcán Gordo är en vulkan i Mexiko.   Den ligger i delstaten Mexiko, i den sydöstra delen av landet, 80 km väster om huvudstaden Mexico City. Toppen på Volcán Gordo är 3 780 meter över havet, eller 287 meter över den omgivande terrängen. Bredden vid basen är 3,1 kilometer.
Terrängen runt Volcán Gordo är huvudsakligen bergig. Runt Volcán Gordo är det tätbefolkat, med 530 invånare per kvadratkilometer. Närmaste större samhälle är San Antonio Acahualco, 18,4 km norr om Volcán Gordo. I omgivningarna runt Volcán Gordo växer huvudsakligen savannskog.